# Bekenntnis von Westminster
Das Bekenntnis von Westminster (englisch Westminster Confession of Faith) aus dem Jahre 1646 (gedruckt 1647) ist eine in manchen reformierten Kirchen noch heute gültige Bekenntnisschrift. In 33 Artikeln bietet es eine systematische Darlegung der christlichen Lehre.
Verfasst wurde das Bekenntnis zur Zeit des Englischen Bürgerkrieges auf Veranlassung des „Langen Parlamentes“ von der Westminstersynode, einer von 1643 bis 1649 tagenden und aus englischen und schottischen Presbyterianern bestehenden Theologen-Kommission. Bekannte Mitglieder der Westminstersynode waren Alexander Henderson, John Lightfoot, Thomas Goodwin und Samuel Rutherford.
Die Westminster Confession war geplant als offizielles Glaubensbekenntnis für die Church of England, die Church of Ireland und die Church of Scotland und sollte die Neununddreißig Artikel ersetzen. Bedingt durch die Restauration der englischen Monarchie (ab 1660), etablierte sich das Bekenntnis jedoch nur in der Church of Scotland als offizielles Dokument.
Das Bekenntnis von Westminster gilt zusammen mit dem großen („Westminster Larger Catechism“) und dem kleinen („Westminster Shorter Catechism“) Katechismus bis heute als das offizielle Glaubensbekenntnis presbyterianischer Kirchen.
Die US-amerikanischen Presbyterianer überarbeiteten das Bekenntnis zweimal. Dabei wurden die Anpassungen der ersten Revision aus Jahr 1789 (Trennung von Kirche und Staat) von den konservativen presbyterianischen Denominationen in den Vereinigten Staaten übernommen, die Überarbeitungen der zweiten Revision von 1903 (Kapitel über den Heiligen Geist, die Liebe Gottes und die Erwählung) jedoch meist abgelehnt.
Das Bekenntnis von Westminster war zudem die Grundlage für verschiedene andere Bekenntnisse, etwa die Savoy Declaration (1658), ein Bekenntnis der kongregationalistischen Kirchen, und die London Baptist Confession (1677), ein Bekenntnis der Baptisten in England.